# Sale el Sol (пісня)
«Sale el Sol» (укр. «Сходить сонце») — другий сингл колумбійської співачки Шакіри з однойменного альбому, випущений 4 січня 2011 року лейблами Epic і Sony Music Latin.

## Список пісень і форматів
Digital download
1. «Sale el Sol» — 3:21

## Чарти
| Чарт (2010/11)                      | Найвища позиція |
| ----------------------------------- | --------------- |
| Бельгія (Ultratip Wallonia)         | 15              |
| Billboard Brasil Hot 100            | 23              |
| Mexican Airplay Chart               | 1               |
| Іспанія (PROMUSICAE)                | 8               |
| Spain Airplay Chart                 | 1               |
| США (Hot Latin Songs) (Billboard)   | 10              |
| США (Latin Pop Airplay) (Billboard) | 2               |

## Історія релізу
| Регіон | Дата           | Формат           | Лейбл                    |
| ------ | -------------- | ---------------- | ------------------------ |
| Світ   | 4 лютого, 2011 | Digital download | Sony Music Entertainment |